# Camillo Agrippa
Camillo Agrippa (Milano, prima del 1535 – Roma, dopo il 1595) è stato uno schermidore, architetto, ingegnere e matematico italiano del Rinascimento.
Esponente della Scuola italiana, è considerato uno dei più grandi teorici della scherma di tutti i tempi.

## Biografia
Sebbene nato a Milano, Agrippa visse e lavorò a Roma.
Conosciuto per l'applicazione della teoria geometrica applicata alla pratica schermistica. Nel suo Trattato Di Scientia d'Arme, con un Dialogo di Filosofia (pubblicato nel 1553), innovò in modo sostanziale il modo in cui la scherma era praticata all'epoca. Sottolineò, ad esempio, l'efficacia di portare la spada davanti al corpo invece che dietro. Modificò, inoltre, la terminologia delle undici guardie di Achille Marozzo fino a otto: prima, seconda, terza e quarta (ognuna di esse in due varianti, a piedi uniti o a piedi larghi), che, per quanto riguarda le posizioni della mano,  corrispondono più o meno a quelle utilizzate oggi nella scuola schermistica italiana (le sue idee, probabilmente, ispirarono anche la scuola schermistica spagnola).
È inoltre considerato come l'uomo che più ha contribuito allo sviluppo dello stocco come arma di primaria importanza.
Infine è probabilmente il primo trattatista di scherma ad utilizzare il termine inquartata.
Agrippa è stato un contemporaneo di Michelangelo e i due, probabilmente, si conoscevano (o così afferma Agrippa nel suo Trattato di trasportare la guglia in su la piazza di S. Pietro).

## Opere

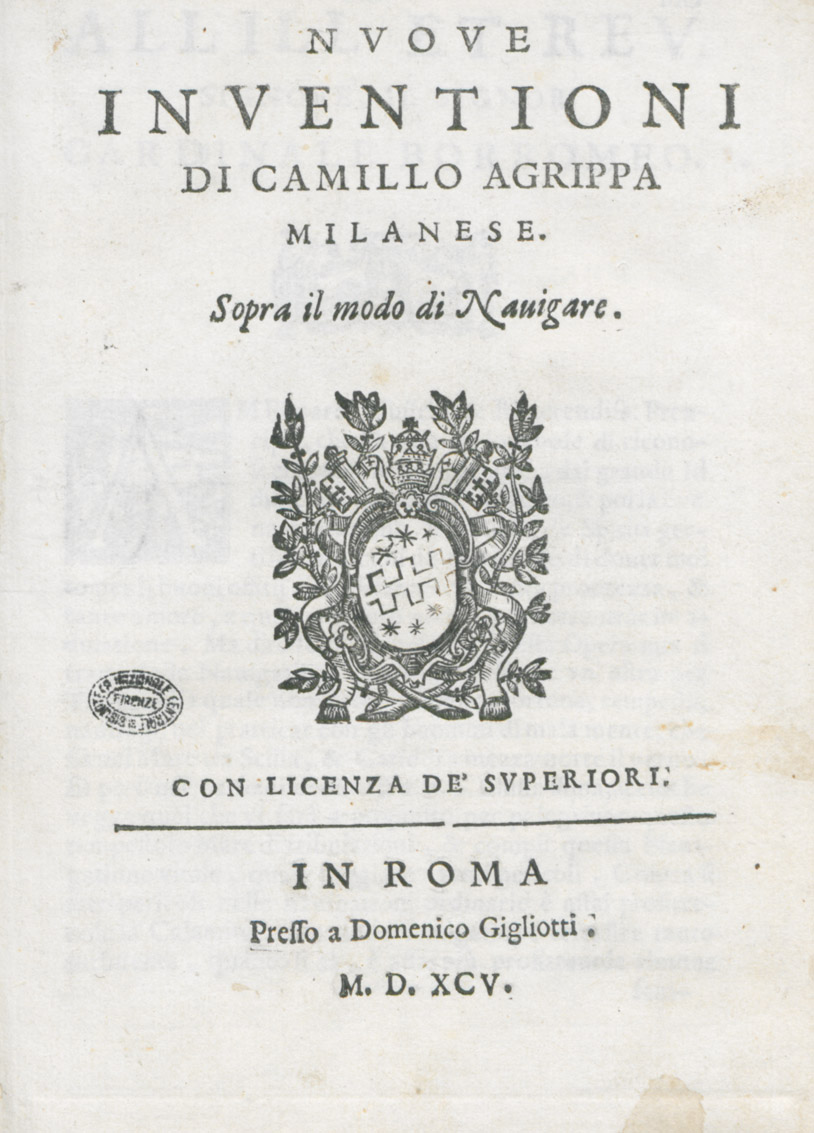
Nuove inventioni sopra il modo di navigare, 1595

- Trattato Di Scientia d'Arme, con un Dialogo di Filosofia, 1553
- Trattato di trasportare la guglia in su la piazza di S. Pietro, 1583[1]
- Dialogo sopra la generatione de venti, baleni, tuoni, fulgori, fiumi, laghi, valli et montagne, Roma, Bartolomeo Bonfadino, 1584.
- Dialogo del modo di mettere in battaglia presto et con facilità il popolo di qual si voglia luogo, Roma, Bartolomeo Bonfadino, 1585.
- Nuove inventioni sopra il modo di navigare, Roma, Domenico Gigliotti, 1595.